# NGC 750
NGC 750 je eliptická galaxie v souhvězdí Trojúhelníku. Tvoří dvojici interagujících galaxií s galaxií NGC 751. Tento pár galaxií je v zařazený v Arpově katalogu jako Arp 166. 
Galaxie má zdánlivou jasnost 12,0m a úhlovou velikost 1,6′ × 1,3′. Je vzdálená 237 milionů světelných let. 
Objekt objevil 12. září 1784 William Herschel dalekohledem o průměru zrcadla 18 palců (45.7 cm), při pozorování nerozlišil slabší galaxii NGC 751. Objekt jako dvojici galaxií rozlišil při pozorování 11. října 1850 irský inženýr a astronom Bindon Blood Stoney dalekohledem lorda Rosse s průměrem 72 palců (183 cm).